# Пушкино (Саратовская область)
Пу́шкино — посёлок городского типа в Советском районе Саратовской области России.
Население 2334 чел. (2021).
Узловая железнодорожная станция Урбах Приволжской железной дороги.

## История
Основан во время строительства линий Покровская Слобода — Уральск и Урбах — Александров Гай Рязанско-Уральской железной дороги в 1892-1895 годах. Входил в состав Нижне-Караманской волости Новоузенского уезда Самарской губернии. Поселок Урбах относился к приходам: католическому — Либенталь, лютеранскому — Фрезенталь.
По сведениям Самарского губернского статистического комитета за 1910 год в посёлке Урбах считалось 125 дворов с числом жителей 544 мужского пола, 549 — женского, всего 1093 душ обоего пола поселян-собственников, немцев католиков и лютеран. Здесь имелся католический молельный дом, полицейский урядник; устраивалась ярмарка
После образования трудовой коммуны (автономной области) немцев Поволжья и до ликвидации АССР немцев Поволжья в 1941 году, посёлок — административный центр Урбахского сельского совета Мариентальского кантона.
В связи с голодом, прокатившемся по Поволжью в 1921-22 годах, произошло резкое сокращение численности населения в крае. В 1921 году в посёлке родилось 92 человека, умерло — 180. В 1926 году в посёлке имелись сельскохозяйственное кредитное товарищество, машинное товарищество, начальная школа, изба-читальня.
28 августа 1941 года был издан Указ Президиума Верховного Совета СССР о переселении немцев, проживающих в районах Поволжья. Немецкое население депортировано, посёлок, как и другие населённые пункты Мариентальского кантона был включен в состав Саратовской области, переименован в Пушкино в честь А. С. Пушкина».
Историческое название Урбах
Статус посёлка городского типа с 1968 года.

## Физико-географическая характеристика
Село находится в Низком Заволжье, в пределах Сыртовой равнины, относящейся к Восточно-Европейской равнине, в верховьях реки Ветелки (правый приток реки Нахой). На реке имеется пруд. Высота центра населённого пункта 66 метров над уровнем моря. В окрестностях населённого пункта распространены тёмно-каштановые почвы солонцеватые и солончаковые. Почвообразующие породы: глины и суглинки.
По автомобильным дорогам расстояние до районного центра посёлка городского типа Степного составляет 29 км, до города Энгельса 73 км, до областного центра города Саратова 84 км. У посёлка проходит федеральная автодорога А298.
Климат
Климат умеренный континентальный (согласно классификации климатов Кёппена — Dfa). Многолетняя норма осадков: 438 мм. В течение года осадки распределены относительно равномерно: наибольшее количество осадков выпадает в ноябре: 45 мм, наименьшее в марте: 25 мм. Среднегодовая температура положительная и составляет + 6,5 °С, средняя температура самого холодного месяца января -10,5 °С, самого жаркого месяца июля +22,8 °С.
Часовой пояс
Пушкино, как и вся Саратовская область, находится в часовой зоне МСК+1. Смещение применяемого времени относительно UTC составляет +4:00.

## Население
Динамика численности населения по годам:
| 1897 | 1905 | 1910 | 1920 | 1922 | 1923 | 1926 | 1931 |
| ---- | ---- | ---- | ---- | ---- | ---- | ---- | ---- |
| 143  | 739  | 1093 | 1677 | 1149 | 1200 | 1549 | 2075 |

Динамика численности населения по годам:
| 1970 | 1979 |
| ---- | ---- |
| 3671 | 3120 |

В 1931 году немцы составляли 83 % населения посёлка.
| 1989  | 2002  | 2009  | 2010  | 2011  | 2012  |
| ----- | ----- | ----- | ----- | ----- | ----- |
| 2504  | ↗2748 | ↘2662 | ↘2457 | ↘2450 | ↘2441 |
| 2013  | 2014  | 2015  | 2016  | 2017  | 2018  |
| ↘2378 | ↗2382 | ↘2330 | ↘2303 | ↘2269 | ↘2214 |
| 2019  | 2020  | 2021  |       |       |       |
| ↘2185 | ↗2195 | ↗2334 |       |       |       |